# Marguerite Williams
Pour les articles homonymes, voir Williams.

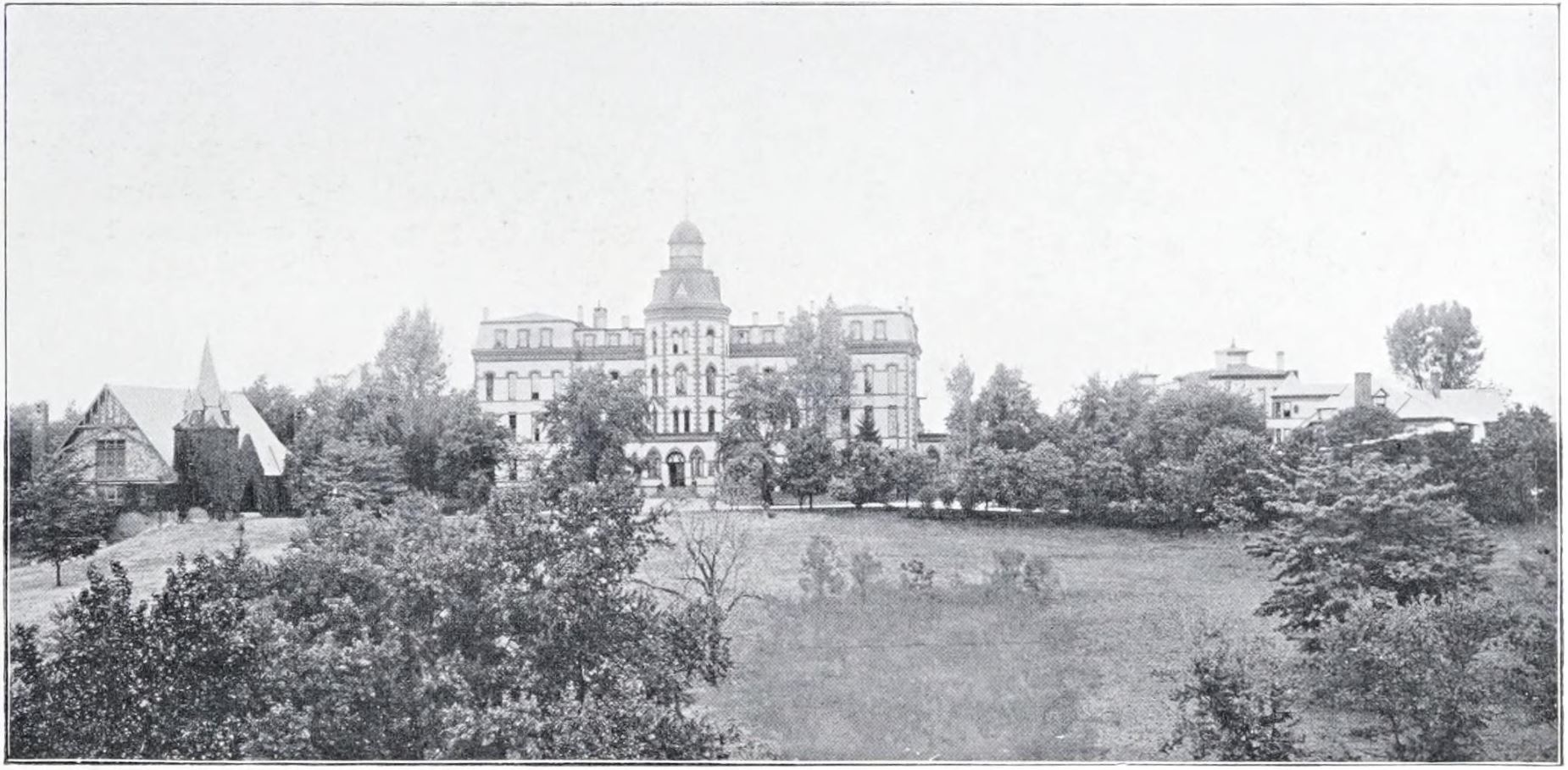
Le campus d'Howard University à Washington où Marguerite Williams a obtenu son baccalauréat universitaire

Marguerite Thomas Williams (née Marguerite Thomas ; 24 décembre 1895 -17 août 1991) est une géologue américaine et la première Afro-américaine à obtenir un doctorat en géologie aux États-Unis.

## Petite enfance et éducation
Marguerite Thomas est la benjamine d'une famille de six enfants nés de Henry C. et Clara E. Thomas. Elle fréquente la Washington Normal School # 2, renommée plus tard Université du district de Columbia. Elle obtient le diplôme du programme de formation des enseignants à l'école normale pour filles de couleur en juin 1916, avec une bourse à l'Université Howard. 
Le Dr Kelly Miller de l'Université Howard prononce le discours aux diplômés et une chanson, écrite par Marguerite Thomas pour l'occasion, est chantée.
Elle continue ses études pour passer une licence ès lettres à l'Université Howard en 1923 où elle est encadrée par le biologiste afro-américain Ernest Everett Just . Tout en obtenant cette licence, Margueritte Thomas travaille comme enseignante en école primaire. Après avoir obtenu son diplôme en 1923, elle retourne au Miner Teachers College (école normale pour filles de couleur) pour enseigner en tant que professeure adjointe et travailler avec le groupe de théâtre de l'école.
Elle obtient ensuite un congé du Miner Teachers College pour poursuivre sa maîtrise en géologie à l'Université Columbia, qu'elle achève en 1930,.
Après avoir terminé sa maîtrise, Marguerite Thomas épouse le Dr Otis James Williams.
En 1942, elle termine sa thèse de doctorat sur l'histoire de l'érosion du bassin de la rivière Anacostia à l'Université catholique d'Amérique à Washington, DC. Cela fait d'elle la première Afro-américaine à obtenir un doctorat en géologie aux États-Unis. Sa thèse est publiée par la presse de l'Université catholique d'Amérique .

## Travaux de thèse
Dans sa thèse, Marguerite Williams cherche à explorer les facteurs qui mènent à l'érosion observée dans la rivière Anacostia . Peu avait été fait en termes d'examen des régions supérieures et inférieures du fleuve et de la sédimentation du bassin. Les inondations de Bladensburg, Maryland ont précipité l'érosion et ont nécessité une enquête. 
Elle conclut qu'en plus de l'érosion naturelle, les activités humaines, notamment la déforestation, l'agriculture et l'urbanisation, accéléraient le processus .

## Carrière
Marguerite Williams passe la majeure partie de sa carrière à enseigner des cours de géologie et de sciences sociales. Après avoir obtenu son doctorat en 1942, elle est promue professeure titulaire au Miner Teachers College. Pendant une décennie, de 1923 à 1933, elle est présidente de la division de géographie du Miner Teachers College ,,. En plus de ses fonctions au Miner Teachers College, elle enseigne également à l'Université Howard dans les années 1940. 
Elle prend sa retraite en 1955.

## Voir également
- Chronologie des femmes dans la science